# Споменик природе Пећина у селу Гладно Село
Споменик природе „Пећина у селу Гладно Село“ се налази у селу Гладно Село, на територији општине Глоговац, на Косову и Метохији. За заштићено подручје је проглашена 1987. године, као споменик природе.
Пећина је развијена у кречњацима мезозојске старости (тријас), има улаз недалеко од пута којим се косо спушта у дворану димензија 4 x 4 m. Народни назив пећине је „Мечкина дупка“.

## Решење - акт о оснивању
Одлука СО Глоговац, 01 број 846 од 1. јуна 1987. Службени лист САПК бр. 23/87